# Al-Churub
Al-Churub (ar. الخروب, fr. El Khroub) – miasto w Algierii, w prowincji Konstantyna. W 2010 roku liczyło 95 599 mieszkańców.